# Seznam bolgarskih pesnikov
Seznam bolgarskih pesnikov.

## A
- Petŭr Alipiev
- Veselin (Georgi) Andreev (1918–1991)

## B
- Elisaveta Bagrjana (1893-1991)
- Vladimir Bašev (1935-1967)
- Dimităr Bojadžiev (1880-1911)
- Hristo Botev (1848-1876)

## C
- Stefan Canev (1936)

## Č
- Dobri Čintulov

## D
- Atanas Dalčev
- Damjan Damjanov
- Dimčo Debeljanov
- Blaga Dimitrova (1922-2003)
- Dimităr Dimov
- Teodora Dimova

## E
- Evtim Evtimov

## F
- Nikola Furnadžiev

## G
- Dora Gabe (1886-1983)
- Stefan Gečev
- Georgi Gospodinov
- Ivan Granicki

## H
- Kiril Hristov

## I
- Mladen Isaev
- Lili Ivanova (pevka)

## J
- Peju Javorov (Pejo Kračolov)
- Hristo Jasenov
- Nedjalko Jordanov

## K
- Kiril Kadijski
- Petŭr (Petăr) Karaangov
- Trifon Kunev

## L
- Lamar (Lalju Marinov Pončev)
- Rumen Leonidov
- Ljubomir Levčev (1935-2019)
- Vladimir Levčev (1957-)
- Nikolaj Liliev (1885-1960)

## M
- Pantelej Mateev
- Geo Milev

## P
- Dimităr Panteleev (1901-1993)
- Konstantin Pavlov
- Valeri Petrov (1920-2014)
- Dimităr Poljanov (pr.i. Popov) (1876-1953)
- Emanuil Popdimitrov - Popzahariev (1885-1943)

## R
- Nikola Rakitin
- Radoj Ralin
- Asen Razcvetnikov

## S
- Viktor Samuilov (1946)
- Penčo Slavejkov
- Petko Slavejkov
- Hristo Smirnenski (1898-1923)
- Ljudmil Stojanov

## T
- Angel Todorov Toškov
- Petko Todorov (1879-1916)
- Teodor Trajanov (1882-1945)

## V
- Nikola Vapcarov
- Konstantin Veličkov (1855–1907)
- Ivan Vazov

## Z
- Kamen Zidarov